# Réseau de Transport d’Electricité
Réseau de Transport d'Electricité, S.A. (RTE) betreibt das französische Übertragungsnetz für Elektrizität. RTE war bis 2016 eine 100 %-Tochtergesellschaft der Électricité de France (EdF), dann verkaufte EdF 49,9 % seiner Aktien.

## Unternehmensgeschichte
RTE wurde am 1. Juli 2000 gegründet, zunächst als eine rechtlich unselbständige Einheit innerhalb von EDF. Grund war die Liberalisierung des europäischen Strommarktes. Diese verlangte von EDF die Trennung von Produktionssparte und Transportsparte. Zwei Gesetzestexte haben diese Entwicklung gefördert:
- Die europäische Richtlinie 96/92/EG vom 2. Dezember 1996,[3] die am 10. Februar 2000 von Frankreich umgesetzt wurde, war der Auslöser für die Schaffung von RTE; sie schreibt eine Unabhängigkeit in den Bereichen Finanzen, Rechnungswesen und Unternehmensführung vor (Unbundling).
- Ein Gesetz vom 9. August 2004[4] verlangte die vollständige juristische Abspaltung von EdF. RTE wurde zum 1. September 2005 zu einer eigenständigen Aktiengesellschaft.

Im Juli 2016 wurde bekannt, dass EdF 49,9 Prozent der RTE-Aktien  für etwa 8,5 Milliarden Euro an die Caisse des dépôts et consignations (CDC) verkaufen wolle. Im Dezember wurden 29,9 % an die CDC und 20 % an CNP Assurances übertragen. Die EU-Kommission billigte dies am 30. März 2017; die Transaktion wurde zum 1. April 2017 abgeschlossen.
Hintergründe der Transaktion waren, dass EdF hohe Schulden hat (Näheres → im Artikel 'EdF') und dass EdF 2017 auf Betreiben des französischen Staates die Mehrheit an AREVA NP übernehmen soll.

## Unternehmensführung
Im RTE-Aufsichtsrat sitzen vier Vertreter von EDF, vier Vertreter der Mitarbeiter und vier Vertreter des französischen Staates.
Das Unternehmen wird von einem vierköpfigen Vorstand geführt; die Vorstände werden für fünf Jahre vom Aufsichtsrat bestellt. Dominique Maillard war von Mai 2007 (nach der Pensionierung von André Merlin) bis 31. August 2015 Vorstandsvorsitzender; ihm folgte François Brottes.